# Swayzak
Gli Swayzak sono un gruppo britannico di musica elettronica, composto dall'inglese James S. Taylor e dallo scozzese David Brown. Vivono e lavorano a Londra.

## Storia
Taylor e Brown si incontrano nel 1993 ed iniziano a collaborare subito a livello amatoriale, dedicandosi a tempo pieno alla musica solo a partire dal 1997, anno in cui pubblicano il doppio singolo Bueno / Fukumachi, ben accolto dalla critica. Questo è seguito dal secondo doppio singolo Speedboat / Low Rez Skyline e dall'album d'esordio Snowboarding in Argentina, uscito nel maggio 1998. Dopo la pubblicazione del 2000 del secondo album, Himawari, inizia con la pubblicazione di un album di remixes (Groovetechnology, Vol. 1.3, 2001) il sodalizio con l'etichetta berlinese !K7. con la quale pubblicano nel 2002 l'album Dirty dancing. A questo seguono nel 2004 Loops from the bergerie e nel 2007 Some other country.

## Discografia

### Album
- Snowboarding in Argentina, 1998
- Himawari, 2000
- Dirty dancing, 2002
- Loops from the bergerie, 2004
- Some other country, 2007

### Mix albums
- Groovetechnology, Vol. 1.3, 2001
- Fabric 11, 2003
- Route de La Slack, 2006